# Кфар-Виткин
Кфар-Ви́ткин — мошав в центральном Израиле к северу от Нетании.
Основан в 1930 году, став первым населённым пунктом долины Хефер. Назван в честь деятеля первой и второй алии Иосифа Виткина.
В окрестностях мошава расположен Черепаший мост. Здесь можно наблюдать за редкими черепахами.

## История
На территории мошава и в его окрестностях люди жили с доисторических времен, о чём свидетельствует обнаружение четырёх стоянок к северу и северо- востоку от мошава. Обнаружена также керамика византийского периода.

## Население
По данным Центрального статистического бюро Израиля, население на начало 2020 года составляло 1 973 человека.

## Экономика
Кфар-Виткин первым из сельскохозяйственных кооперативов применил систему интенсивной обработки малых наделов (3–4 га) путем полной ирригации. Основные отрасли хозяйства: молочное животноводство, птицеводство, садоводство и овощеводство.